# Université Toulouse-III-Paul-Sabatier
Université Toulouse-III-Paul-Sabatier, známá také jako Université Paul Sabatier (Toulouse 3), je francouzská univerzita, která se nachází v Aerospace Valley v Toulouse. Univerzita má více než 32 000 studentů. Název nese po chemikovi Paulu Sabatierovi.
Univerzita je členem Université Fédérale Toulouse Midi-Pyrénées.

## Slavní absolventi
- Philippe Douste-Blazy, francouzský lékař a politik
- Vladimír Kučera, český vědec
- Jordi Ramisa Martínez, katalánský architekt, sochař a učitel výtvarné výchovy
- Michèle Rozenfarb, francouzská spisovatelka a psychoanalytička. Žije v Toulouse